# Dev Benegal
Dev Benegal és un cineasta i guionista indi, més conegut per la seva pel·lícula debut English, August (1994), que va guanyar el premi a la Millor pel·lícula en anglès als 42ns National Film Awards.

## Primers anys
Dev va néixer a Nova Delhi de Som Benegal, un director de teatre, i la seva dona Suman.
Dev Benegal va créixer a Nova Delhi. El 1979, va deixar Delhi per anar a Bombai (aleshores Bombai), per seguir una carrera al cinema. Va guanyar una beca del Consell Cultural Asiàtic en Cinema, Vídeo i Fotografia per estudiar Història del Cinema al Programa d'Estudis Cinematogràfics a Universitat de Nova York de 1989 a 1990.

## Carrera

### Inicis
Va començar la seva carrera amb el llegendari animador Ram Mohan i va aconseguir el seu primer treball amb Filmvalas de Shashi Kapoor. Després d'ajudar Shyam Benegal en pel·lícules com Kalyug (1980), Mandi (1983) i el seu famós documental sobre Satyajit Ray—Satyajit Ray, Filmmaker (1984)—Dev Benegal va dirigir una sèrie de curtmetratges, Kalpavriksha: The Tree of Life (1988), Kanakambaram: Cloth: of Gold (1987), and Anantarupam: The Infinite Forms (1987). Va dirigir diversos documentals, entre ells Shabana! (2003) amb l'estrella de cinema índia Shabana Azmi i Abhivardhan: Building for a New Life (1992).

### Llargmetratge de debut i India's National Film Award
El 1994 va escriure i va dirigir la seva adaptació de la novel·la homònima d'Upamanyu Chatterjee de 1989 del mateix nom, basada en el Servei administratiu indi, English, August (1994). La pel·lícula va rebre elogis de la crítica pels seus temes moderns i urbans i va ser aclamada com la contrapartida cinematogràfica del posterior moviment literari anglo-indi. També va guanyar el premi a la millor pel·lícula en anglès als National Film Awards, i ara és aclamat com una fita del cinema indi contemporani, ja que va donar lloc a una onada de cineastes indis independents, coneguts comunament com a "pel·lícules múltiplex" a l'Índia.
The New York Times va escriure: A "English, August", el seu primer llargmetratge, el Sr. Benegal gestiona amb habilitat la gesta d'utilitzar el bisturí de l'humor per posar al descobert la dolorosa però edificant immersió d'un jove en una cultura aliena dins de la seva pròpia terra i transmetre potents missatges sociològics i polítics. L'humor irreverent, l'idealisme frustrat i la sincera compassió es barregen amb un agut sentit del caràcter, el lloc i la realitat política a l'auspiciós English, August.
"English, August" va guanyar el premi especial del jurat al 12è Festival de Cinema de Torí de 1994. Va guanyar tant el Montgolfiere de Plata (Gran Premi de Plata) com el premi Gilberto Martínez Solares a la Millor Primera Pel·lícula al 16è Festival des 3 Continents, Nantes França, 1994.

### Projectes posteriors
Split Wide Open (1999), una altra pel·lícula hinglish, també va ser un èxit de crítica i va guanyar un Premi Especial del Jurat al Festival Internacional de Cinema de Singapur de 2000. Escrivint per a The Hindu, Savitha Padmanabhan va dir: "Split Wide Open és una declaració atrevida i contundent sobre la brutícia i la il·legalitat que s'han introduït a la ciutat dels somnis, Mumbai". A un article per a The Times of India, l'actor principal de la pel·lícula Rahul Bose va escriure: "La crítica em va descollar: després de l'estrena de Split Wide Open, els crítics van destrossar el meu personatge. Per ser un ravaler angloparlant que també és contrabandista, vaig passar un mes als barris marginals i fins i tot vaig fer ombra d'un traficant de cocaïna durant dues setmanes. Irònicament, les crítiques a casa es van convertir en elogis quan vaig guanyar el premi al millor actor per Split Wide Open al Festival de Cinema de Singapur."
L'última pel·lícula de Benegal, Road, Movie (2009), sobre una companyia de cinema itinerant a Rajasthan, i protagonitzada per Abhay Deol i Tannishtha Chatterjee, es va estrenar el 2009 al Festival Internacional de Cinema de Toronto. A la seva ressenya, The Hollywood Reporter va escriure: "El 'Road, Movie' de Dev Benegal us porta a una gira de misteri màgic pel cor de l'Índia i el seu robust cinema. Es tracta, de fet, d'una road movie sense comes, però també tracta d'estar a la carretera en un extens paisatge indi i del fenomen dels cinemes de gira que encara existeix a l'Índia rural. La pel·lícula és específicament índia, però dissenyada per a una apreciació més àmplia en festivals i, si tot va bé al mercat del cinema europeu, en estrenes transversals a territoris internacionals."
El seu projecte Bombay Samourai va ser una selecció oficial per al Hong Kong Asia Film Finance Forum (HAF) al Festival Internacional de Cinema de Hong Kong. Taquesta pel·lícula és en desenvolupament.
Dev Benegal també està desenvolupant una pel·lícula sobre la vida del matemàtic Srinivasa Ramanujan.

## Altres treballs

### 24x7 Making Movies
L'any 2006, Benegal va iniciar un programa de producció anomenat 24×7 Making Movies, on va convidar joves de tota l'Índia a venir a fer una pel·lícula en 24 hores. El programa ha produït més de 60 curts llargmetratges.

### Escriptura de guions
Benegal és un assessor des de fa temps dels tallers de guió per a professionals eQuinoxe. HHa estat convidat per Under The Volcano, el programa internacional de classes magistrals d'escriptura per crear i dur a terme una classe magistral de guió per al seu programa 2020.

## Temes i estil
Pritish Nandy, mentre descrivia les pel·lícules de Benegal, va dir: "Dev Benegal encapçala el grup de directors de cinema que volen demostrar que les pel·lícules índies no són tota la pelvis movent-se i corrent al voltant dels arbres."
Un article acadèmic (Prateek, Prateek. (2013). "Popart": The 'global' avatar of bollywood. 5. 247-257) sobre Bollywood es basa en els coneixements del seu treball i el descriu de la següent manera: "El diàleg cinematogràfic de Benegal amb l'indianitat de l'anglès juntament amb l'anglès de l'Índia, amb narracions de pertinença, i amb l'heterogeneïtat compactada de l'Índia urbà-industrial, establerta en el seu primer cinema... Benegal entén la gravetat de la metàfora nacional de la "unitat en la diversitat" i intenta manifestar-ho en la polifonia de diferents idiomes i dialectes, anglès, hindi i telugu. Igualment importants són les seves habilitats "artístiques" per a narrar històries, un tret que es troba habitualment en el cinema d'art: la capacitat de crear cultures i personatges creïbles (humans o no, com Dadru, la granota), escenaris hàbils, domini del ritme i del temps i poder de la imaginació."

## Filmografia
| Any  | Títol           | Premis i Honors |
| ---- | --------------- | --- |
| 2009 | Road, Movie     | - Festival Internacional de Cinema de Toronto 2009: Estrena i presentació especial - Festival Internacional de Cinema de Berlín (2010): pel·lícula de la nit d'obertura |
| 1999 | Split Wide Open | - Festival Internacional de Cinema de Singapur (2000): Premi Especial del Jurat - Turnhout International Film Festival Belgium (2000): The Grand Prix Award |
| 1994 | English, August | - Festival dels Tres Continents (1994): Montgolfière d'argent - Festival dels Tres Continents (1994): Gilberto Martinez Solares (Millor primera pel·lícula) - Festival de Cinema de Torí (1994): Premi especial del jurat - National Film Awards (1995): Millor pel·lícula en anglès |

## Guions
| Any  | Títol                             | Premis / Notes                                          |
| ---- | --------------------------------- | ------------------------------------------------------- |
| 2019 | Tempest                           |                                                         |
| 2018 | The Revenge of the Non-Vegetarian | Basat en una novel·la d'Upamanyu Chatterjee             |
| 2018 | Further to Fly                    | De la història "Occupant" de Meera Nair                 |
| 2015 | Dark Fiber                        |                                                         |
| 2014 | Dead, End                         | Premi Network of Asian Fantastic Films                  |
| 2012 | Stairway to Heaven                |                                                         |
| 2010 | Samurai                           | Selecció oficial al Hong Kong Asia Film Finance Forum   |
| 2009 | Road, Movie                       | Selecció oficial Atelier du Cannes al Festival de Canes |
| 1999 | Split Wide Open                   |                                                         |
| 1994 | English, August                   |                                                         |

## Documentals
| Any  | Títol                                   | Premis i honors |
| ---- | --------------------------------------- | --- |
| 2003 | Shabana!                                | - Pel·lícula d'obertura a l'homenatge del Festival de Cinema de Nova York a la llegendària estrella de cinema índia Shabana Azmi |
| 1997 | Merchants & Marxists: Stones of the Raj | - Stones of the Raj series for Channel Four |
| 1993 | Field of Shadows                        | - South per Channel Four |
| 1992 | Abhivardhan: Building for a New Life    | |
| 1988 | Kalpavriksha: The Tree of Life          | - Selecció oficial 1r Festival Internacional de Cinema de Bombai (1990) - Premis de l'Associació de Productors de Documentals de l'Índia a l'Excel·lència (1988): Certificat de Mèrit |
| 1987 | Kanakambaram: Cloth of Gold             | - Selecció oficial 1r Festival Internacional de Cinema de Bombai (1990) - Selecció oficial "Indian Panorama" al Indian International Film Festival de Nova Delhi (1989) |
| 1987 | Anantarupam: The Infinite Forms         | - Selecció oficial 12th Asian American International Film Festival Nova York (1989) - Premis a l'Excel·lència de l'Associació de Productors de Documentals de l'Índia (1987): Premi Especial del Jurat - Premis de l'Associació de Productors de Documentals de l'Índia a l'Excel·lència (1987): Millor Fotografia |

## Premis
| Any  | Premi            | Categoria                                             | Nominat   | Resultat                                                                   | Ref |
| ---- | ---------------- | ----------------------------------------------------- | --------- | -------------------------------------------------------------------------- | --- |
| 2014 | Dead, End (quió) | Premi Network of Asian Fantastic Films                | Guanyador | Festival Internacional de Cinema de Hong Kong                              |     |
| 2011 | Road, Movie      | Millor so per Vikram Joglekar                         | Guanyador | 17è Annual Star Screen Awards                                              |     |
| 2010 | Road, Movie      | Golden Duke Award                                     | Nominat   | Festival Internacional de Cinema d'Odesa                                   |     |
| 2009 | Road, Movie      | Gran Premi Tokyo Sakura                               | Nominat   | Festival Internacional de Cinema de Tòquio                                 |     |
| 2000 | Split Wide Open  | Premi Especial del Jurat                              | Guanyador | Festival Internacional de Cinema de Singapur                               |     |
| 2000 | Split Wide Open  | Premi Silver Screen                                   | Nominat   | Festival Internacional de Cinema de Singapur                               |     |
| 2000 | Split Wide Open  | The Grand Prix                                        | Guanyador | Festival Internacional de Cinema de Turnhout Bèlgica (Focus Op Het Zuiden) |     |
| 2000 | Split Wide Open  | Grand Prix                                            | Nominat   | Festival Internacional de Cinema de Bratislava                             |     |
| 2000 | Split Wide Open  | Millor actor per Rahul Bose                           | Guanyador | Festival Internacional de Cinema de Singapur                               |     |
| 1995 | English, August  | Millor pel·lícula en anglès                           | Guanyador | National Film Awards                                                       |     |
| 1994 | English, August  | Montgolfière d'argent                                 | Guanyador | Festival dels Tres Continents                                              |     |
| 1994 | English, August  | Golden Montgolfiere (Golden Grand Prix)               | Nominat   | Festival dels Tres Continents                                              |     |
| 1994 | English, August  | Gilberto Martinez Solares (Millor primera pel·lícula) | Guanyador | Festival dels Tres Continents                                              |     |
| 1994 | English, August  | Premi Especial del Jurat                              | Guanyador | Festival de Cinema de Torí                                                 |     |
| 1994 | English, August  | Premi de la ciutat de Torí                            | Nominat   | Festival de Cinema de Torí                                                 |     |
| 1988 | Kalpavriksha     | Certificat de Mèrit                                   | Guanyador | Indian Documentary Producers Association Awards for Excellence             |     |
| 1987 | Anantarupam      | Premi Especial del Jurat                              | Guanyador | Indian Documentary Producers Association Awards for Excellence             |     |
| 1987 | Anantarupam      | Millor fotografia                                     | Guanyador | Indian Documentary Producers Association Awards for Excellence             |     |